# ロベルト・デ・ゼルビ
ロベルト・デ・ゼルビ（Roberto De Zerbi、1979年6月6日 - ）は、イタリア・ブレシア出身の元サッカー選手、現サッカー指導者。現役時代のポジションはMF。

## 選手経歴
1995年にACミランの下部組織へスカウトされて入団したが、トップチームデビューは叶わず、1998-99シーズンから2001-02シーズンにかけてセリエCに所属していたクラブをレンタルで転々とした。
2005-06シーズン、セリエBのカルチョ・カターニアでリーグ戦34試合7得点という記録を残し、クラブのセリエA昇格に貢献した。同シーズン終了後、セリエBに在籍していたSSCナポリへ移籍し、加入後2シーズン目にはプロキャリア10年目にして自身初となるセリエAでのシーズンを送ったが、わずか3試合の出場に終わった。2009-10シーズンの後半戦から2011-12シーズン終了後まではルーマニアのCFRクルジュでもプレーし、2012-13シーズン閉幕後にセリエDのACトレント1921で現役を引退した。

## 指導者経歴
現役引退後、アマチュアクラブであったUSダルフォ・ボアーリオでの指導者経験を経て、2014年7月1日、セリエCに沈んでいた現役時代の古巣カルチョ・フォッジャ1920の監督に就任した。就任2シーズン目の2015-16シーズンにはセリエB昇格プレーオフに出場したが、決勝でACピサ1909に敗れた。シーズン終了後、クラブ首脳陣との意見の相違により契約解除をして辞任した。
2016年9月6日、セリエAを戦っていたパレルモFCの監督に招聘された。しかし、第7節UCサンプドリア戦以降の公式戦で8連敗を喫したため解任された。
2017年10月23日、セリエAで降格圏を漂っていたベネヴェント・カルチョに監督として加入した。第15節ACミラン戦を2-2で引き分けて以降はチームを復調させたが、前半戦での連敗が響いてチームはリーグ最下位でシーズンを終えた。シーズン終了後、クラブを退団した。
2018年6月31日、USサッスオーロ・カルチョの新監督に就任し、2年契約を結んだ。就任後初の公式戦となったセリエAのインテル戦では1-0での勝利を挙げるなどチームを一度も降格圏に落とすことなく安定したシーズンを戦い、1シーズン目は11位、翌シーズンは8位、サッスオーロでのラストシーズンとなった2020-21シーズンも8位という成績を残した。2020-21シーズン終了後、サイクルの終わりを感じ、これ以上の成長は望めないとして退任した。
2021年5月25日、FCシャフタール・ドネツクの監督に招聘された。2021-22シーズンはリーグ戦首位を開幕から維持していたが、ロシアのウクライナ侵攻によってリーグ戦が中断されたため、シーズン終了後にクラブを退団した。
2022年9月18日、プレミアリーグのブライトン・アンド・ホーヴ・アルビオンFCの新監督に就任し、4年契約を結んだ。リーグ戦では、アレクシス・マック・アリスターやモイセス・カイセド、三笘薫らを率いて、クラブ史上初となるヨーロッパリーグ出場権を獲得した。
2024年5月18日、ブライトンの監督を退任し、翌2024-25シーズンよりフランスのオリンピック・マルセイユ監督に就任した。

## 戦術・人物
カルチョ・フォッジャ1920時代や2018-19シーズンから3シーズンを監督として率いたUSサッスオーロ・カルチョでは、イタリアでは稀有なポゼッションサッカーを展開していた。その戦術はかなり特異的であり、同じくポゼッションサッカーの信奉者であるジョゼップ・グアルディオラもサッスオーロの試合をチェックしており、両者の間には個人的な親交があることも明かされている。
使用する戦術は、4-3-3もしくは4-2-3-1のフォーメーションを基本とするポゼッションサッカーである。DFラインから短いパスをテンポよく繋いで相手のMF-FWのライン間にボールが侵入した瞬間に縦方向へプレースピードを急加速させてフィニッシュを目指す。ボールロスト後には相手ボールホルダーや周囲の選手に対して素早くプレスをかけてボール奪取を狙う。この一連の流れを指揮したクラブでは披露している。

## 監督成績
2024年7月現在
| クラブ                 | 国               | 就任           | 退任           | 記録 | 記録 | 記録 | 記録 | 記録   |
| クラブ                 | 国               | 就任           | 退任           | 試   | 勝   | 分   | 敗   | 勝率   |
| ---------------------- | ---------------- | -------------- | -------------- | ---- | ---- | ---- | ---- | ------ |
| ダルフォ・ボアーリオ   | イタリアの旗     | 2013年11月19日 | 2014年6月30日  | 22   | 5    | 5    | 12   | 022.73 |
| フォッジャ             | イタリアの旗     | 2014年7月1日   | 2016年8月14日  | 90   | 48   | 23   | 19   | 053.33 |
| パレルモ               | イタリアの旗     | 2016年9月6日   | 2016年11月30日 | 13   | 1    | 2    | 10   | 007.69 |
| ベネヴェント           | イタリアの旗     | 2017年10月23日 | 2018年6月30日  | 29   | 6    | 3    | 20   | 020.69 |
| サッスオーロ           | イタリアの旗     | 2018年7月1日   | 2021年5月24日  | 120  | 43   | 36   | 41   | 035.83 |
| シャフタール・ドネツク | ウクライナの旗   | 2021年5月25日  | 2022年7月11日  | 30   | 20   | 5    | 5    | 066.67 |
| ブライトン             | イングランドの旗 | 2022年9月18日  | 2024年6月30日  | 18   | 9    | 4    | 5    | 050.00 |
| 合計                   | 合計             | 合計           | 合計           | 322  | 132  | 78   | 112  | 040.99 |

## タイトル

### クラブ
CFRクルジュ
- リーガ1 : 2回 (2009-10, 2011-12)
- クパ・ロムニエイ : 1回 (2009-10)

### 監督
フォッジャ
- コッパ・イタリア・セリエC : 1回 (2015-16)

シャフタール・ドネツク
- ウクライナ・スーパーカップ : 1回 (2021)